# Wallis (eiland)
Wallis (Wallisiaans: ʻUvea) is een eiland in de Grote Oceaan behorend tot het Franse overzeese gebiedsdeel Wallis en Futuna. Het eiland is 77,5 km² groot en heeft een omtrek van ongeveer 50 kilometer. Het hoogste punt op het eiland is de Mont Lulu Fakahega, die 151 meter hoog is.
Op het eiland wonen 10.071 mensen, die bijna allemaal het katholieke geloof aanhangen. De moedertaal van de meeste inwoners van het eiland is het Wallisiaans.
Naast de mens is het enige zoogdier dat er voorkomt de Tongavleerhond (Pteropus tonganus).